# Jean-François Michaël
 (janvier 2023).
Si vous disposez d'ouvrages ou d'articles de référence ou si vous connaissez des sites web de qualité traitant du thème abordé ici, merci de compléter l'article en donnant les références utiles à sa vérifiabilité et en les liant à la section « Notes et références ».
Yves Roze, dit Jean-François Michaël, né le 16 avril 1946, est un chanteur, réalisateur et producteur français actif depuis les années 1960, notamment connu pour avoir interprété la chanson Adieu jolie Candy.

## Biographie

### Carrière
Entre 1963 — année où il gagne quatre semaines de suite au « jeu de la chance », un télé-crochet organisé au sein de l'émission Télé Dimanche de la première chaîne de l'ORTF — et 1968, il chante en tant qu'Yves Roze. Mais sa carrière stagnant, Eddy Barclay rompt son contrat de chanteur, lui proposant cependant de devenir directeur artistique dans la maison de disques qu'il dirige. Plus tard, deux amis, Alain Boublil et Michel Berger lui proposent la maquette d'un titre qu'ils ont écrit pour lui — Raymond Jeannot en ayant signé la musique —, Adieu jolie Candy, qui pourrait l'aider à relancer sa carrière d'interprète. Mais comme ces derniers travaillent avec Vogue, une maison de disques concurrente de Barclay, il prend un pseudonyme : Jean-François Michaël (la mode étant à l'époque aux prénoms composés), pensant que son enregistrement passerait simplement à la radio sans que son visage apparaisse. Mais très vite devenu un tube, le succès du titre est tel que le secret ne peut-être gardé : il est à nouveau licencié par Barclay mais devenu reconnu en tant que chanteur, il enregistre par la suite plusieurs 45 T EP et trois albums entre 1968 et 1972.
Mais un problème de santé handicape sa carrière de chanteur, qu'il doit dès lors mettre durablement en suspens. 
Cependant, il peut poursuivre sa vie professionnelle dans le même domaine artistique : dès 1975, il s'est déjà lancé dans la réalisation et la production de disques. Il est notamment, en 1977 le producteur de Renaud pour l'album Laisse Béton et, après que Romano Musumarra se soit tourné vers lui, celui de la princesse Stéphanie de Monaco, avec la chanson Ouragan sortie en 1986. Toujours en tant que producteur, il part un temps pour l'URSS.
Après sa vie de producteur, il réussit en 2003 à faire un retour sur scène, lors de récitals en France et même à l'étranger (ainsi, en Égypte en 2014 et 2016, et au Liban en 2015) ou en participant notamment à l'Olympia au festival de La Rose d'or en 2004, puis en 2008-2009, à la saison 3 de la tournée Âge tendre et tête de bois, à laquelle participent aussi de nombreuses vedettes des années 1960 et 1970.[réf. nécessaire].
L'artiste ayant pourtant révélé en 2013 être atteint de la maladie de Waldenström, une forme de cancer de la moelle osseuse touchant particulièrement les hommes de plus de soixante ans[réf. nécessaire], on le voit encore sur scène ultérieurement (par exemple, en 2021 dans l'Aube).

### Vie privée
Jean-François Michaël est le frère cadet de la productrice de musique Jeanine Roze. Il s'est installé au début des années 2010 en Charente-Maritime.

## Discographie

### Sous le nom d'Yves Roze
- 1965 : Pleurer pour une fille
- 1966 : Plus fort que le vent
- 1967 : Sylvie
- 1967 : Notre amour et puis c’est tout
- 1967 : Plus fort que le vent

### Sous le nom de Jean-François Michaël
- 1969 : Adieu jolie Candy
- 1970 : Ne l'emmène pas à la ville (album)
- 1970 : Du fond du cœur
- 1970 : Je pense à toi (E penso a te)
- 1970 : Adios quérida luna
- 1970 : Più di ieri (Comme j’ai toujours envie d’aimer)
- 1970 : La vie continue
- 1970 : Les Filles de Paris
- 1971 : Je veux vivre auprès de toi
- 1971 : Un an déjà (Pensieri e parole)
- 1971 : L’Espion de l'empereur (bande-originale de la série télévisée Schulmeister)
- 1972 : Pour quoi faire ?
- 1972 : Ladybelle
- 1973 : Coupable
- 1973 : Chouans en avant
- 1973 : Comme elle
- 1974 : Si l'amour existe encore
- 1975 : Sans amour après l'amour
- 1976 : Baby blue, I love you
- 1976 : Fais un mariage d'amour
- 1977 : Ne me regarde pas comme ça
- 1979 : Sentiments
- 1980 : Comme j’ai toujours envie d’aimer
- 1981 : Elle et moi
- 1982 : L'Amour
- 1983 : Pars pas
- 1984 : Rappelle-toi Candy
- 1988 : Je pense à toi

## Publication

### Sous le nom d'Yves Roze
- 1993 : 700 jours avec Stéphanie, Traders Press.